# De herontdekking van de wereld
De herontdekking van de wereld was een Vlaams reportageprogramma op de televisiezender Canvas. In elke aflevering reisde een hedendaagse Vlaamse wetenschapper in de voetsporen van diens 'wetenschappelijke held', een onderzoeker die hen inspireert in hun eigen werk, om vervolgens diens leven en werk te doorgronden.

## Afleveringen
| Nummer | Vlaamse wetenschapper | Wetenschappelijke held | Uitzenddatum     |
| ------ | --------------------- | ---------------------- | ---------------- |
| 1      | Johan Braeckman       | Stanley Milgram        | 28 november 2016 |
| 2      | Hans Van Dyck         | Niko Tinbergen         | 5 december 2016  |
| 3      | Annelien De Dijn      | Margaret Mead          | 12 december 2016 |
| 4      | Wim Develter          | Edmond Locard          | 19 december 2016 |
| 5      | Ann Dooms             | Alan Turing            | 26 december 2016 |
| 6      | Filip Vermeylen       | John Maynard Keynes    | 30 december 2016 |